# Akshak
Akshak est une cité de la Mésopotamie antique, une des cités-États principales de la période des dynasties archaïques (2900-2350 av. J.-C.). Son emplacement reste encore à identifier : il se pourrait qu'elle se soit trouvée à l'emplacement du site de Tell Umar, qui fut au Ier millénaire av. J.-C. la cité de Séleucie du Tigre, ou bien de la ville voisine d'Opis, ou encore Tell Sinker au nord-ouest de Bagdad. On s'accorde en tout cas pour la localiser dans la vallée du Tigre près de l'actuelle capitale de l'Irak.
Peu d'informations sont connues sur cette cité, mais il semble bien qu'elle ait été le centre d'un des principaux royaumes des pays majoritairement sémites (et non sumériens) du Nord de la Babylonie. La Liste royale sumérienne, rapportant les dynasties supposées avoir dominé la Basse Mésopotamie au IIIe millénaire av. J.-C., présente une dynastie d'Akshak composée de six rois ayant exercé l'hégémonie pendant 99 ans, entre deux phases de domination de Kish, la puissance politique majeure de la Babylonie du Nord à cette époque :
- Ugzi (30 ans)
- Ugdalulu (12 ans)
- Urur (6 ans)
- Puzur-Nirah (20 ans)
- Ishu-il (24 ans)
- Shu-Sîn (7 ans)

La fiabilité de cette source est encore à confirmer. D'autres mentions de la ville apparaissent dans des sources de rois de la fin de la période des dynasties archaïques : Eanatum de Lagash (milieu du XXVe siècle av. J.-C.) prétend avoir repoussé un raid mené par le roi Zuzu d'Akshak contre sa cité, et Enshakushana d'Uruk (début du XXIVe siècle av. J.-C.) dit avoir attaqué Akshak. Cette cité apparaît également dans des textes contemporains exhumés à Ebla en Syrie. D'après les textes archaïques (dont la liste de temples exhumée à Abu Salabikh), la divinité tutélaire de la ville est Sîn, le dieu-lune. Akshak apparaît encore dans des textes de la période de la Troisième dynastie d'Ur, à la fin du IIe millénaire av. J.-C.